# Unterseeboot U-65 (1916)
Pour les autres navires du même nom, voir Unterseeboot 65.
L'Unterseeboot U-65 est l’un des 329 sous-marins servant dans la marine impériale allemande pendant la Première Guerre mondiale. L'U-65 a été engagé dans la guerre navale et a pris part à la première bataille de l'Atlantique.

## Conception
L'U-65 avait un déplacement de 750 tonnes en surface et de 952 tonnes en immersion. Il avait une longueur hors tout de 67,60 m, et 54,02 m pour la coque sous pression, un maître-bau de 6,32 m, une hauteur de 8,25 m et un tirant d'eau de 3,65 m. Il possédait deux moteurs Diesel de 2400 ch (1800 kW) en surface et deux moteurs électriques de 1200 ch (880 kW) sous l’eau. Il avait deux arbres d'hélice. Il était capable d’opérer jusqu’à 50 mètres.
La vitesse maximale était de 16,5 nœuds (30,6 km/h) en surface et de 8,8 nœuds (16,3 km/h) en immersion. Il pouvait parcourir 10100 milles marins (18700 km) à 8 nœuds (15 km/h) en surface et 45 milles marins (83 km) à 5 nœuds (9,3 km/h) en immersion. L’U-65 était armé de six tubes lance-torpilles de 50 centimètres, quatre à l’avant et deux à l’arrière, de douze à seize torpilles et de deux canons de pont de 8,8 cm SK L/30. Il avait un effectif de 36 hommes : 32 membres d’équipage et quatre officiers.

## Opérations
L'U-65 est commandé par le Kapitänleutnant Hermann von Fischel. Une fois terminé, il fit des essais à l’école de Kiel vers mai-juin 1916, puis se rendit en mer du Nord pour rejoindre la 4e flottille.
Du 11 au 14 juillet 1916, il patrouille en mer du Nord. Du 16 au 24 juillet 1916, il patrouille une seconde fois en mer du Nord. Du 17 au 21 août 1916, il patrouille encore en mer du Nord, et il attaque le dragueur de mines Haldon le 20 août. Les 3-4 septembre 1916, il part patrouiller en mer du Nord mais doit revenir avec des avaries.
Du 26 octobre au 19 novembre 1916, il fait route vers la Méditerranée, passant par le nord. Il est engagé par le yacht armé Valiant II à la position 35° 55′ N, 3° 57′ O. Il n’a rien coulé en route. À son arrivée à Cattaro, il rejoint la flottille de Pola-Cattaro.
Du 28 novembre au 7 décembre 1916, il quitte Cattaro et a probablement coulé un bateau à vapeur. En effet, le navire britannique SS Caledonia a coulé le 4 décembre à la position 35° 40′ N, 17° 04′ E. Le sous-marin l’avait attaqué le 1er décembre, mais il a été éperonné par le Caledonia. Gravement endommagé, il a pris immédiatement le chemin du retour en surface.
Le 17 février 1917, il a coulé le navire de transport de troupes SS Athos de 12644 tonnes, faisant 754 victimes. 
Du 29 mars au 19 avril 1917, il est en Méditerranée occidentale, où il a coulé quatre navires à vapeur et cinq voiliers. 
Du 14 mai au 9 juin 1917, une patrouille de l'U-65 est possible. Après avoir quitté Cattaro, le sous-marin a endommagé le croiseur HMS Dartmouth par une torpille le 15 mai à la position 41° 11′ N, 18° 15′ E. Il a ensuite coulé 7 vapeurs et 12 voiliers en Méditerranée centrale. Il fut signalé le 6 juin au large du cap Passero, le 7 juin dans les environs du détroit de Messine, et le 8 juin il fut peut-être attaqué par un hydravion à la position 39° 04′ N, 19° 00′ E.
La patrouille suivante qui peut être reconstituée avec probabilité a eu lieu du 10 au 31 janvier ou au 1er février 1918. Au cours de cette patrouille, il a coulé deux vapeurs et un voilier. Il a été attaqué deux fois depuis les airs et une fois par une grenade anti-sous-marine par le HMS Campanula, qu’il a manqué après avoir tiré une torpille.
Une patrouille suivante a duré environ les trois premières semaines de septembre 1918. Au cours de celle-ci, il a coulé quatre vapeurs et en a endommagé quatre autres, entre les longitudes 8° et 17° E.
À la fin du mois d’octobre 1918, il est sabordé par les Allemands à Pola ou Cattaro.

## Affectations
- IVe flottille : du 2 juillet au 18 novembre 1916.
- Flottille de Pola / Mittelmeer / Mittelmeer I : du 18 novembre 1916 au 28 octobre 1918.

## Commandants
- Kapitänleutnant Hermann von Fischel[4] : du 11 mai 1916 au 18 juillet 1918.
- Kptlt. Gustav Sieß[5] : du 19 juillet au 29 septembre 1918.
- Kptlt. Clemens Wickel[6] : du 30 septembre – 28 octobre 1918.

## Navires coulés
| Date              | Nom                        | Nationalité | Tonnage | Destin.   |
| ----------------- | -------------------------- | ----------- | ------- | --------- |
| 4 décembre 1916   | Caledonia                  | Royaume-Uni | 9223    | Coulé     |
| 17 février 1917   | SS Athos                   | France      | 12644   | Coulé     |
| 24 février 1917   | Venere                     | Italie      | 290     | Coulé     |
| 28 février 1917   | Emancipato                 | Italie      | 30      | Coulé     |
| 1 mars 1917       | Nicolaos                   | Grèce       | 1215    | Coulé     |
| 1 mars 1917       | Teresina                   | Italie      | 212     | Coulé     |
| 2 mars 1917       | S. Vincenzo F.             | Italie      | 52      | Coulé     |
| 6 mars 1917       | Porto Di Smirne            | Italie      | 2576    | Coulé     |
| 1 avril 1917      | Maria T.                   | Italie      | 45      | Coulé     |
| 1 avril 1917      | Maria Santissima D. Grazie | Italie      | 35      | Coulé     |
| 2 avril 1917      | Britannia                  | Royaume-Uni | 3129    | Coulé     |
| 3 avril 1917      | Maria Ferrara              | Italie      | 106     | Coulé     |
| 5 avril 1917      | Calliope                   | Royaume-Uni | 3829    | Coulé     |
| 7 avril 1917      | Trefusis                   | Royaume-Uni | 2642    | Coulé     |
| 8 avril 1917      | Lucia                      | Italie      | 138     | Coulé     |
| 8 avril 1917      | Papa Gian Battista         | Italie      | 138     | Coulé     |
| 11 avril 1917     | Tremorvah                  | Royaume-Uni | 3654    | Coulé     |
| 12 avril 1917     | Angela M.                  | Italie      | 187     | Coulé     |
| 21 mai 1917       | Ampleforth                 | Royaume-Uni | 3873    | Coulé     |
| 21 mai 1917       | Don Diego                  | Royaume-Uni | 3632    | Coulé     |
| 23 mai 1917       | England                    | Royaume-Uni | 3798    | Coulé     |
| 23 mai 1917       | Febronia Maria Antonina    | Italie      | 55      | Coulé     |
| 24 mai 1917       | Sant Antonio Di Padova     | Italie      | 184     | Coulé     |
| 25 mai 1917       | Diego Russo                | Italie      | 113     | Coulé     |
| 25 mai 1917       | Natale Monaco              | Italie      | 57      | Coulé     |
| 25 mai 1917       | Rosina R.                  | Italie      | 54      | Coulé     |
| 25 mai 1917       | Vincenzino C.              | Italie      | 55      | Coulé     |
| 26 mai 1917       | Angelo Padre               | Italie      | 50      | Coulé     |
| 26 mai 1917       | Umaria                     | Royaume-Uni | 5317    | Coulé     |
| 27 mai 1917       | Luigi                      | Italie      | 137     | Coulé     |
| 27 mai 1917       | Maria Giuseppe             | Italie      | 26      | Coulé     |
| 4 juin 1917       | Manchester Trader          | Royaume-Uni | 3938    | Coulé     |
| 7 juin 1917       | Rosa M.                    | Italie      | 65      | Coulé     |
| 5 juillet 1917    | Ciboure                    | France      | 2388    | Coulé     |
| 6 juillet 1917    | Roma                       | Italie      | 53      | Coulé     |
| 8 juillet 1917    | L'Immortale Leone          | Italie      | 133     | Coulé     |
| 24 novembre 1917  | Enna                       | Italie      | 1814    | Coulé     |
| 1 décembre 1917   | Citta Di Sassari           | Italie      | 2167    | Coulé     |
| 2 décembre 1917   | Carlino                    | Italie      | 95      | Coulé     |
| 2 décembre 1917   | La Margherita              | Italie      | 41      | Coulé     |
| 2 décembre 1917   | San Antonio Il Vittorioso  | Italie      | 45      | Coulé     |
| 3 décembre 1917   | Angelo                     | Italie      | 542     | Endommagé |
| 25 janvier 1918   | Giuseppe O.                | Italie      | 74      | Coulé     |
| 27 juin 1918      | Sotolongo                  | Espagne     | 3009    | Coulé     |
| 1 juillet 1918    | Monte Cristo               | France      | 622     | Coulé     |
| 4 juillet 1918    | Merida                     | Royaume-Uni | 5951    | Endommagé |
| 2 septembre 1918  | San Andres                 | Royaume-Uni | 3314    | Coulé     |
| 12 septembre 1918 | Chao Chow Fu               | Royaume-Uni | 1909    | Endommagé |
| 12 septembre 1918 | HMS Sarnia                 | Royal Navy  | 1498    | Coulé     |
| 14 septembre 1918 | Ioanna No. 45              | Royaume-Uni | 9       | Coulé     |
| 15 septembre 1918 | Ioanna No. 37              | Royaume-Uni | 17      | Coulé     |